# Anek Lines
Anek Lines (in greco: Ανώνυμη Ναυτιλιακή Εταιρεία Κρήτης, letteralmente: Società Anonima di Navigazione di Creta) è un'azienda di trasporto marittimo appartenente al Gruppo Attica (Attica Group).

## Storia[2]
La compagnia viene fondata il 10 aprile 1967 in occasione del naufragio del mercantile SS Heraklion da centinaia di azionisti cretesi con lo scopo di avere una propria compagnia di navigazione che li potesse unire con la Grecia continentale.
Negli anni successivi è riuscita a rientrare tra le più importanti compagnie di navigazione della Grecia collegando il continente ellenico con Creta e con l'Italia, con l'ausilio di moderni traghetti.
Nel Settembre 2022, è stato raggiunto l'accordo, concretizzato nel dicembre 2023 per l'incorporazione della società da parte del Gruppo Attica. In precedenza, già dal 2011, Anek Lines e Superfast Ferries avevano creato una Joint venture per l'utilizzo in comune delle navi sulla linea Ancona-Igoumenitsa-Patrasso e Pireo-Candia-La Canea
A gennaio 2025 perde due delle sue navi storiche, le gemelle Kriti I  e Kriti II, entrambe vendute per la demolizione ad Aliağa.
Il 15 aprile 2025 viene annunciata la vendita per demolizione di un'altra storico traghetto della compagnia, il Prevelis.
Tuttavia, nel maggio del 2025, Anek Lines ha maturato l'intenzione di trasformare il Prevelis in un hotel galleggiante a Samos.

## Rotte

### Grecia
- Il Pireo ↔ La Canea
- Il Pireo ↔ Candia
- Il Pireo ↔ Cicladi
- Il Pireo ↔ Dodecaneso

### Grecia ↔ Italia
- Patrasso ↔ Igoumenitsa ↔ Venezia
- Patrasso ↔ Igoumenitsa ↔ Corfù ↔ Ancona

## Flotta
| Tipo              | Traghetto     | Immagine | Bandiera          | Costruita | In servizio per Anek | Lunghezza (m) | Stazza T.S.L. | Passeggeri | Auto / m.l. | Velocità in Nodi | Note                                                          |
| ----------------- | ------------- | -------- | ----------------- | --------- | -------------------- | ------------- | ------------- | ---------- | ----------- | ---------------- | ------------------------------------------------------------- |
| Fast Cruise Ferry | Kissamos      |          | Grecia (bandiera) | 1992      | 2024                 | 192           | 29 429        | 1100       | 703         | 24               |                                                               |
| Fast Cruise Ferry | Elyros        |          | Grecia (bandiera) | 1998      | 2008                 | 192           | 33 635        | 1874       | 620         | 24               |                                                               |
| Cruise Ferry      | El. Venizelos |          | Grecia (bandiera) | 1992      | 1992                 | 175           | 38 261        | 2100       | 850         | 21               | Da giugno 2025 in noleggio a lungo termine ad Algérie Ferries |
| Cruise Ferry      | Asterion II   |          | Grecia (bandiera) | 1990      | 2024                 | 192,5         | 32 071        | 720        | 840         | 22               |                                                               |

## Flotta del passato
| Traghetto        | Immagine  | Numero IMO | Anni di servizio | Note |
| ---------------- | --------- | ---------- | --- | --- |
| Kydon            |           | 5392173    | 1969-1989 | Venduta nel 1989 Demolita nel 1998 con nome City of Taranto |
| Candia           |           | 7053240    | 1973-2000 | Venduta nel 2001 Demolita a marzo 2008 ad Alang (India) con nome Jabal Ali 3                                                                                     |
| Rethimnon        |           | 7112553    | 1973-2000 | Venduta nel 2001 Demolita a settembre 2009 ad Alang (India) con nome Jabal Ali 2                                                                                 |
| Zakros           |           | 5241647    | 1977-1985 | Venduta per demolizione nel 1985 a Spalato (Croazia) |
| Kriti            |           | -          | 1978-1996 | Venduta nel 1996 Demolita a giugno 2004 ad Alang (India) con nome Express                                                                                        |
| Aptera           |           | 7302081    | 1985-2005 | Demolito nel 2005 a Jiangyin come Morning Shine |
| Kydon            |           | 7429669    | 1991-1995 | |
| Talos            | 1995-1999 | 7429669    | Dopo i lavori di ristrutturazione effettuati a Perama, viene rinominata Talos                                                                                                   | |
| Ierapetra L      | 2009-2016 | 7429669    | Venduta alla Lasithiotiki Anonymi Naftiliaki Eteria (Lane Sea Lines) che la rinomina Ierapetra L Noleggiata da ANEK Lines dal 2009 al 2016 Attuale Aqua Blue di SeaJets Ferries | |
| Arkadi           |           | 8319081    | 1999-2002 | Venduta nel 2002 alla Arab Bridge Maritime Co Affondata nel 2011 in seguito a un incendio mentre effettuava la linea Aqaba - Nuweiba                             |
| Lissos           |           | 7220269    | 1987-2011 | Noleggiata a febbraio 2011 per operazioni di rimpatrio di cittadini vietnamiti dalla Libia. Demolita a maggio 2011 ad Alang (India)                              |
| Norman Atlantic  |           | 9435466    | 2014 | Noleggiata da ANEK Lines nel 2014 Gravemente danneggiata da un incendio il 28 dicembre 2014, è stata successivamente demolita ad agosto 2019 ad Aliağa (Turchia) |
| Lato             |           | 7394759    | 1987-2015 | Venduta nel 2016 Demolita ad agosto 2019 ad Aliağa come Talaton                                                                                                  |
| Forza            |           | 9458523    | 2012-2016 | Noleggiata dal Gruppo Grimaldi |
| Asterion         |           | 9349760    | 2016-2018 | Noleggiata da Stena Line |
| Kydon            |           | 8916607    | 1999-2014;2016-2020 | Noleggiata a Ferries del Caribe |
| Olympic Champion |           | 9216028    | 2000-2024 | In seguito all'entrata di Anek Lines nell'Attica Group, passa sotto i colori Superfast e rinominata Superfast III                                                |
| Lefka Ori        |           | 8616336    | 2023-2024 | Dal 2024 in servizio con Superfast Ferries |
| Kriti I          |           | 7814046    | 1996-2024 | Demolite ad Aliağa nel 2025 |
| Kriti II         |           | 7814058    | 1996-2024 | Demolite ad Aliağa nel 2025 |
| Hellenic Spirit  |           | 9216030    | 2000-2025 | In seguito all'entrata di Anek Lines nell'Attica Group, passa sotto i colori Superfast e rinominata Superfast IV                                                 |
| Prevelis         |           | 8020927    | 2000-2025 | Demolito ad Aliağa nel 2025 |